# ستيف خان
ستيف خان (بالإنجليزية: Steve Khan)‏ هو عازف جاز وعازف قيثارة أمريكي، ولد في 28 أبريل 1947 في لوس أنجلوس في الولايات المتحدة.

## وصلات خارجية
- ستيف خان على موقع ميوزك برينز (الإنجليزية)
- ستيف خان على موقع أول ميوزيك (الإنجليزية)
- ستيف خان على موقع ديسكوغز (الإنجليزية)